# 雷夸 (加利福尼亞州)
雷夸（英語：Requa）是位於美國加利福尼亞州德爾諾特縣的一個非建制地區。該地的面積和人口皆未知。

## 地理
雷夸的座標為41°32′48″N 123°03′59″W / 41.54667°N 123.06639°W，而該地的平均海拔高度為30米（即125英尺）。